# کیت کارسون (کلرادو)
کیت کارسون (به انگلیسی: Kit Carson) شهری در ایالت کلرادو کشور ایالات متحده آمریکا است که جمعیت آن در سرشماری سال ۲۰۱۰ میلادی، ۲۳۳ نفر بوده‌است.